# 全国科学技术名词审定委员会
全国科学技术名词审定委员会，简称全国科技名词委、名词委，是于1985年经中华人民共和国国务院批准成立的，经国务院授权代表中华人民共和国国家进行科技名词审定、公布的权威性政府机构。该委员会由中华人民共和国科学技术部和中国科学院共建，由中国科学院代管。原称全国自然科学名词审定委员会，1996年改为现名。

## 历史沿革
1909年11月2日，清朝学部正式成立科学名词编订馆。1932年6月14日中华民国成立国立编译馆，隶属当时的教育部。
1950年，中国科学院编译局接管国立编译馆拟订的各科名词之草案，当年5月，政务院文化教育委员会成立学术名词统一工作委员会，下设自然科学、社会科学、医药卫生、文学艺术与时事五个组，并按学科再分小组；中国科学院受政务院文化教育委员会之托负责自然科学组，工作范围涵盖天文学、数学、物理学、化学、动物学、植物学、地质学、地理学、古生物学、考古学、心理学、语言学、地球物理学、工程与农学等等。委员会主任委员为郭沫若，聘任的科学家达150人，包括严济慈、华罗庚、钱三强、冯德培、茅以升、吕叔湘，在编译局下设名词室，负责组织名词编订等工作。20世纪60年代中期，由于文化大革命，审定工作基本中断。1985年4月25日成立全国自然科学名词审定委员会，并于1996年更名为全国科学技术名词审定委员会。
1987年8月12日，中华人民共和国国务院印发《国务院关于公布天文学名词问题的批复》（国函〔1987〕142号），规定，“全国自然科学名词审定委员会是经国务院批准成立的。审定、公布各学科名词，是该委员会的职权范围，经其审定的自然科学名词具有权威性和约束力，全国各科研、教学、生产、经营、新闻出版等单位应遵照使用。请告全国自然科学名词审定委员会，天文学以及以后各学科经审定的自然科学名词，国务院授权该委员会自行公布。”1996年12月，中央机构委员会编制委员会办公室批准“全国自然科学名词审定委员会”更名为“全国科学技术名词审定委员会”。
钱三强、卢嘉锡曾任全国自然科学名词审定委员会主任委员，卢嘉锡、路甬祥、白春礼、侯建国曾任全国科学技术名词审定委员会主任委员。

## 办事机构
全国科学技术名词审定委员会事务中心，是经中央机构编制委员会办公室批准成立，全国科学技术名词审定委员会下属的常设办事机构，属事业单位。事务中心主任由全国科学技术名词审定委员会专职副主任委员兼任，由中国科学院任免。事务中心主任对全国科学技术名词审定委员会常务委员会负责。